# 昆吾飛彈
昆吾飛彈是中華民國中山科學研究院仿製前蘇聯（Kolomna 機械設計局生產）1961年推出的「9M14 Malyutka」反裝甲飛彈。其名字來源於中國古代寶劍名，記載於《列子·湯問》:「周穆王大征西戎，西戎獻錕铻之劍，其劍長尺有咫，練鋼赤刃，用之切玉如切泥焉。」尸子中亦有記載：「昆吾之劍可切玉。」

## 概述
昆吾飛彈首次發表是在1981年中華民國建國七十週年國慶閱兵大典（代號「漢武演習」），中華民國國軍戰甲車地面部隊分列式中出現的新武器裝備，由M151吉普車每車各裝載四枚展示。該型飛彈為中華民國陸軍武器中相當罕見的俄系武器設計，因此受到各界注目。昆吾飛彈彈體呈現短圓柱狀，彈鼻成圓錐狀，尾端有十字型翼，尾翼可摺疊便於儲存與運送。
反裝甲飛彈在第二次世界大戰末期誕生時就是採用「線導」。線導式飛彈結構簡單，成本低，不易被干擾。比起對空飛彈和對艦飛彈在空曠的空間裡朝向目標飛行，貼近地面飛行的反裝甲飛彈極易為地形地貌所影響造成誤判；線控不被干擾的特性正好避免這個問題，所以現今世界上的反裝甲飛彈基本上仍是線導為主。

## 技術來源推測
詹氏年鑑的推測

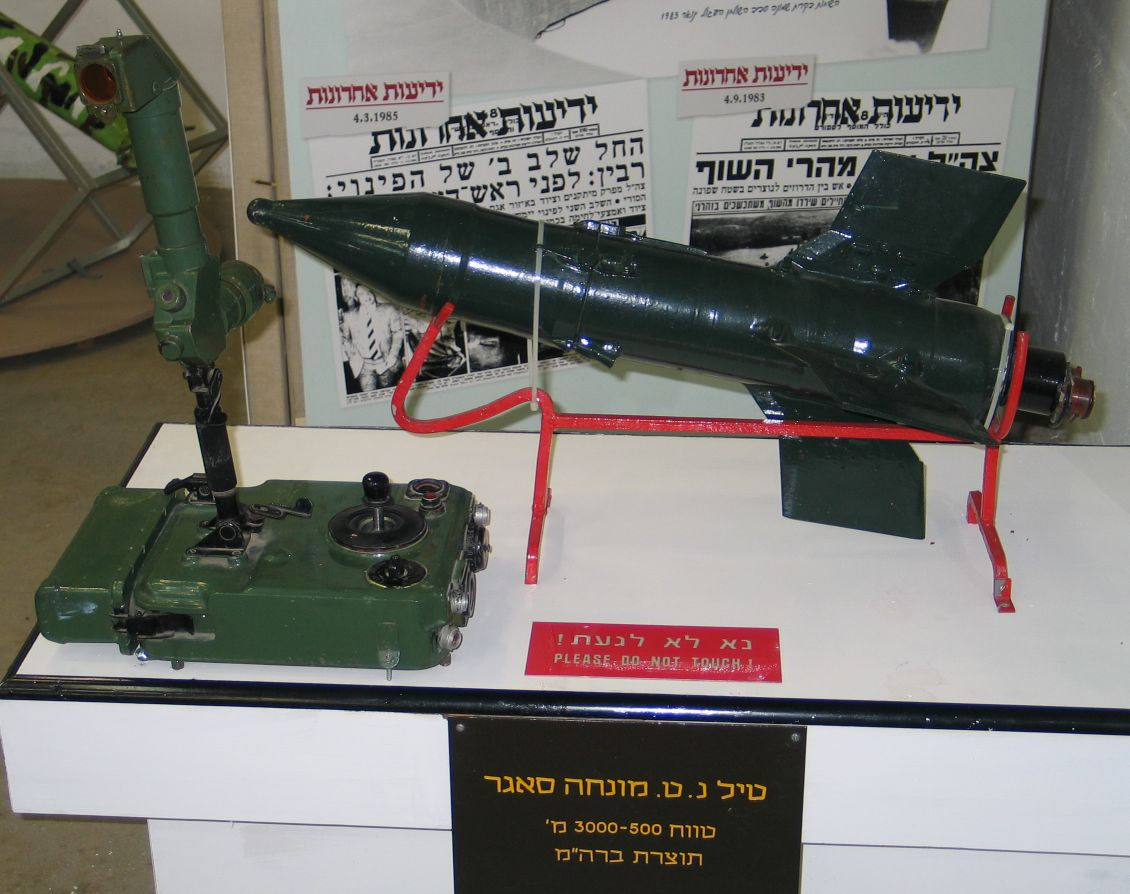
蘇聯9M14反坦克飛彈，前方是他的控制箱和操縱搖桿

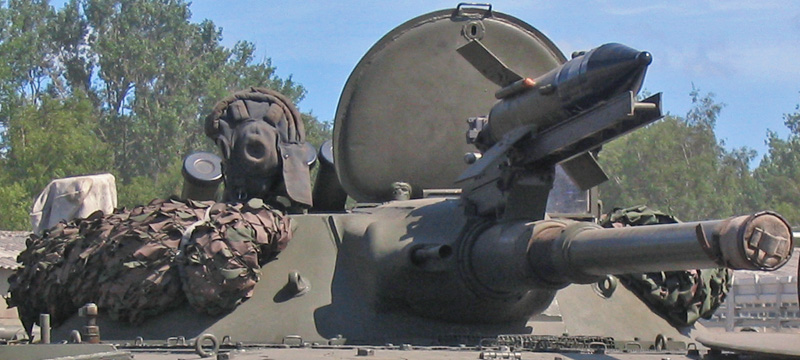
裝於戰車的狀態

英國詹氏年鑑（Jane's）曾經推測過台灣究竟是怎麼開始這種飛彈的計劃。可能有三種：
- 台灣是在台俄之間檯面下的軍事交流後，俄方的支援研發，進而仿製。
- 台灣是得到以色列或南非的研發支援，進而仿製。
- 台灣是經由越戰期間戰場擄獲北越的9M14取得飛彈樣品，進而仿製。

然而飛彈的導引系統相當複雜，英國詹氏年鑑預測台灣是否透過某種管道，從前蘇聯取得武器的關鍵技術。
其他說法
昆吾飛彈出現於1981年中華民國總統府前國慶閱兵，該飛彈裝備之出現宣稱中華民國已有類似反裝甲飛彈技術，純為配合迫使美國出售拖式飛彈給台灣。然而民國七十年閱兵時拖式飛彈車與昆吾飛彈同時接受校閱，該論點在時程上完全兜不攏。
目前較普遍認可之論點
1976年海功號試驗船結束南極海域任務，在南非補給時由中華民國駐南非大使館交付飛彈實品運輸返國。飛彈實品則是在安哥拉內戰期間由南非軍方擄獲，經中華民國外交部折衝後讓出。後在中科院逆向工程下製造而成。

## 服役狀況
昆吾飛彈除了在該年國慶閱兵露臉後，後續並未出現研發單位或操作單位的口述或中華民國政府官方資料佐證，無論是產量、服役單位均未明朗。而且昆吾飛彈技術終究是源自第一代線導反戰車飛彈，技術上比美國1970年代末期出售的BGM-71拖式飛彈落後許多；很可能在實驗編裝階段便讓計畫結案，未進一步配發部隊。
直至今日，中科院也沒有研發反戰車飛彈的計畫。國軍反戰車飛彈仍以美製拖式飛彈、地獄火飛彈、標槍飛彈為核心武力。

## 外部連結
- 消失的昆吳飛彈[永久]
- 昆吾飛彈 （页面存档备份，存于）
- 台俄軍事交流 檯面下動作多[永久]
- 昆吾反裝甲飛彈的問題 - Yahoo!奇摩知識+[]
- 民國七十年雙十節總統府前國慶閱兵，昆吾飛彈於該片2分25秒時出現 （页面存档备份，存于）
- 以色列──武器現代化專家 （页面存档备份，存于）
- 國造反裝甲-昆吾飛彈的祖先-俄製AT-3警棍式(Sagger) （页面存档备份，存于）